# Nitrite-réductase formant NO
La nitrite-réductase (formant NO) (de l'anglais Nitrite reductase (NO-forming), appelée simplement nitrite-réductase ou réductase de nitrite en NO, est une oxydoréductase qui catalyse la réaction :
NO + H2O + ferricytochrome c  {\displaystyle \rightleftharpoons }  NO2− + ferrocytochrome c + 2 H+.
Cette enzyme intervient dans le métabolisme de l'azote.